# ザ・ドラえもんズ (田中道明版)
『ザ・ドラえもんズ』は、田中道明による日本の漫画作品。正式なタイトルは『ドラえもんゲームコミック ザ・ドラえもんズ』。

## 概要
『ザ・ドラえもんズ』を題材にした作品。『月刊コロコロコミック』、『別冊コロコロコミック』（小学館）にて連載された。単行本は全6巻。劇場版よりコメディ要素が強く、ドラえもんズの性格もコミカルになっている。また、ドラえもんズ結成の経緯やドラパンとミミミの出会いなど、劇場版では詳細には描かれなかった設定も描写されている。
劇場版作品『ドラミ&ドラえもんズ ロボット学校七不思議!?』から『ドラミ&ドラえもんズ 宇宙ランド危機イッパツ!』までのコミカライズも実施されているが、『ザ☆ドラえもんズ ドキドキ機関車大爆走!』のみ単行本未収録となっている。

## 登場人物

### ザ・ドラえもんズ
ドラえもん
ドラえもんズのリーダー。映画よりも活躍が少ない。
ドラ・ザ・キッド
アメリカのカウボーイ。陽気なガンマンだが、高所恐怖症なのが弱点。21世紀の惑星ウエスタンで保安官助手をしている。
王ドラ
中国カンフーの達人。カンフー修行のために様々な時代を渡り歩いている。女の子に弱い。やや無礼な性格になっている。
ドラニコフ
ロシアの一匹狼。満月を見るとオオカミに変身する。本作では映画俳優もしており、主演した「ウルフマンシリーズ」で有名である。王ドラ同様やや無礼。
ドラメッドIII世
アラビアの魔術師。水が大の苦手。怒ると巨大化する。アラシンという主人に仕えている。砂漠の子供のために水のテーマパーク「ウォーターランド」を建設するのが夢。
エル・マタドーラ
スペインの闘牛士。力持ちの熱血漢。普段は焼き肉屋「カルメン」のアルバイトだが、時には正義の味方「怪傑ドラ」に変身して悪人を退治する。シェスタが悪い癖。
ドラリーニョ
ブラジルのスーパーストライカー。物忘れが激しい。たくさんのミニドラが相棒。

### ドラえもんの関係者
野比のび太
第1巻・第2巻に登場。初期はドラえもんと共に、問題に巻き込まれたドラえもんズのメンバーを助けに行っていたが、第3巻以降は登場しない。
ドラミ
第2巻・第4巻・第5巻・第6巻に登場。ドラえもんの妹。
源静香 ・ 骨川スネ夫 ・ 剛田武
第2巻に登場。3DOソフト『ドラえもん 友情伝説ザ・ドラえもんズ』攻略本収録作品の再録である「友情のサッカー決戦!」のみ登場。のび太と共にドラえもんズのサッカーチームに加わり、「ドラドラ11（イレブン）」を名乗った。

### ドラ・ザ・キッドの関係者
エド
第1巻・第2巻・第3巻・第5巻に登場。キッドの相棒の馬型ロボット。関西弁で喋り、空を飛ぶ。

### 王ドラの関係者
ミミ子
第1巻・第4巻に登場。王ドラの恋人で、看護婦をしている。

### 2112年 ドラえもん誕生
この漫画では『2112年 ドラえもん誕生』のコミカライズはされてないが、『ドラえもん誕生』で初登場したキャラクターが多く登場している。
ノラミャーコ
第1巻に登場。ドラえもんの恋人。
ジャイロボ
第1巻に登場。ドラえもんズのロボット養成学校時代の同級生。第2巻、第4巻にも僅かに登場。
『ドラえもん誕生』のジャイベエに該当するキャラクターで、ジャイアンに似ている。
スネロボ
第1巻に登場。ドラえもんズのロボット養成学校時代の同級生。スネ夫に似ている。第2巻、第4巻にも僅かに登場。
『ドラえもん誕生』のスネキチに該当するキャラクターで、スネ夫に似ている。
寺尾台校長
第2巻・第3巻・第4巻・第5巻・第6巻に登場。ロボット養成学校の校長先生。

### ロボット学校七不思議
ダディ13号
第2巻に登場。ロボット養成学校の前のマザーコンピューター。落雷により機械が狂い、学校全体を乗っ取る。
マミー14号
第2巻に登場。ロボット養成学校の現在のマザーコンピューター。

### 怪盗ドラパン謎の挑戦状
ドラパン
第3巻・第4巻に登場。フランスの大泥棒。武器はキンキンステッキ。本作ではミミミとの出会いの経緯が描かれている。
Dr.アチモフ
第3巻に登場。世界征服を狙う悪の科学者。映画では白ヒゲだったが、ここでは黒ヒゲになっている。『ドキドキ機関車』にも登場。
ミミミ
第3巻に登場。Dr.アチモフに人質にされた、ドラパンの友達の少女。

### ムシムシぴょんぴょん大作戦
モモ
第4巻に登場。ドラえもんズのロボット養成学校時代の同級生で、女子高生風のロボット。

### おかしなお菓子なオカシナナ
ジェドーラ
第5巻・第6巻に登場。イタリアのお菓子職人。困るとダンスが止まらなくなる。映画のエピソードの他、ロボット学校時代の恋愛談が登場する。
ハニー姫
第5巻に登場。オカシナナ王国の姫。
サト国王
第5巻に登場。オカシナナ王国の国王。
シュガ王妃
第5巻に登場。オカシナナ王国の王妃。
ニガニガ
第5巻に登場。ジェドーラのライバル。

### ドキドキ機関車大爆走
この映画のみ唯一単行本化されていない（別冊コロコロコミックには連載されていた）。
ロビン
機関車ロコの機関士。一見すると男の子のようだが実は女の子。

### 宇宙ランド危機イッパツ
ピノ
第6巻に登場。宇宙遊園地「スペースランド」の警備隊員のイヌ型ロボット。

### 漫画オリジナルの登場人物

#### 主要キャラクター
ジェリー
第1巻・第2巻・第4巻・第6巻に登場。いつもバンダナやターバンなどで顔を隠していたが、実はネズミ型ロボットである。幾度もドラえもんズと敵対するキャラクターの味方として現れ、最後には姿を消す不思議なキャラクターだったが、実は仲の良いドラえもんズに嫉妬心を抱く孤独な22世紀の少年が、仮想世界を造るゲーム（あまりにもリアルな世界が造れてしまうため発売禁止となった）を用いて作ったキャラクターで、ドラえもんズの弱点を探るスパイをしていた。「ビックリビッグ化チーズ」を食べると巨大化し、強力なバリアを張ったり、口から火を吐いたりする。名前の由来はトムとジェリーのジェリー。

### その他のキャラクター

#### 第1巻
保安官
21世紀の惑星ウエスタンの保安官。キッドがその下で助手として働いている。
デザインは、「ガンファイターのび太」（てんとう虫コミックス第24巻収録）に登場する町長に近い。
アニー
保安官の孫娘。キッドが恋している。美人で気立てが良いが、料理はとてつもなく下手。両親は彼女がまだ乳児の頃にキラーの率いる海賊によって殺害されたため、祖父に育てられた。
デザインは、しずかに似ている。また、「ガンファイターのび太」（てんとう虫コミックス第24巻収録）のアニメ作品に登場する町長の娘にも近い。
グラントン
21世紀の惑星ウエスタンのギャング。ワープ兄弟とは対立関係にある。
ワープ兄弟
21世紀の惑星ウエスタンのギャング。グラントンの一家とは対立関係にある。
キラー
ワープ兄弟の弟。凶悪な人物であり、15年前には仲間を率いて宇宙船を襲撃し、乗客を皆殺しにした上で御用金を強奪した。右手はレーザーガンに改造されている。
小雄（しょうゆう）
昔の中国の少年。のび太と顔はそっくりだが、性格は正反対。王ドラからカンフーを学ぶ。両親を始めとする大人たちは夜盗に殺害されたため、孤児同士身を寄せ合って暮らしている。
鈴々（りんりん）
小雄の妹。外見はしずかに似ている。
56代目アリババ
アリババの子孫の少女。変身使い、薬使い、風使いの3人の盗賊を家来にしている。外見はしずかに似ている。
ジャントニオ
闘牛の盛んな町・ドラセロナで花の配達の仕事をしている。外見はジャイアンに似ている。のろまでドジな所があるが憎めない性格。マリアに想いを寄せていたもののなかなか告白できないでいたが、ドラえもんズの助けもあって闘牛大会で優勝した後にマリアにプロポーズし、結婚した。第5巻にわずかに再登場したが、その際には息子が生まれていた。歌はジャイアン同様に下手で、歌ったとたん衝撃波が発生する。
マリア
闘牛の盛んな町・ドラセロナの花屋。外見はしずかに似ている。マタドーラの別の姿である「怪傑ドラ」に憧れていたが、その後闘牛大会での危険から自分を守ってくれたジャントニオからのプロポーズを承諾し、結婚した。第5巻にわずかに再登場した際には、ジャントニオとの間に生まれた子供を抱いていた。
スネミール
公爵の爵位を持つ貴族。金の力でマリアに迫り、強引に自分と結婚させようとした。外見はスネ夫に似ている。
カルミン
マタドーラがアルバイトをしている焼き肉屋「カルミン」の娘。

#### 第2巻
ジャイポラ
映画監督。ドラニコフの主演映画「ウルフマンシリーズ」を手掛け、一時はスネルバーグのシナリオ盗みのせいもあり落ちぶれたが、その後「スーパーウルフマンシリーズ」を製作して成功を収め、第5巻に再登場した際もドラえもんズを利用して映画を撮影していた。外見ははジャイアンに似ている。
名前の由来はフランシス・フォード・コッポラ。
スネルバーグ
映画監督。タイムマシンを利用して過去に戻り、ジャイポラ監督の映画シナリオを盗んで作品を製作し、成功を収めていた。外見はスネ夫に似ている。
名前の由来はスティーヴン・スピルバーグ。
グレートワン
イヌ型ロボット。王ドラが出場した「お世話ロボットコンテスト」の対戦相手。王ドラにコンピューターウイルスを仕組む裏工作で勝利を得ようとした。

#### 第3巻
ガマランチ
お世話ロボットのスポーツの祭典・ロボリンピックの委員会会長。名前の由来はフアン・アントニオ・サマランチ。
ジャノメリス
お世話ロボットのスポーツの祭典・ロボリンピックの委員会副会長。だが、実は会長の座を狙い、会長を辞任に追い込むべく開会式典の妨害をしていた。ドラえもんズによってその陰謀を暴かれて副会長の座を追われたが、その後ドラえもんズが宝探しにやってきた島に突然現れ、宝を横取りしようとした。身長は197センチ。
メロスケ
ドラえもんズの学校の後輩。体格は多少良いが気が弱かったため、「メロメロ」と呼ばれていた。しかしその後身体を鍛え、ロボリンピックの聖火ランナーのアンカーに任命された。
テラリン
中世イギリスの魔法使い（自称「世界一」）。顔は寺尾台校長に似ている。ドラメッドの師匠となり、最後にタロットカードを授けた。
名前・人物像の由来はマーリン。
アーチャー
中世イギリスの少年。乳児の頃に森に捨てられていたところをペクターの父親に拾われて育ったが、実は前の国王の王子であった。外見はのび太に似ている。
名前・人物像の由来はアーサー王。
ペクター
中世イギリスの少年。外見はジャイアンに似ており、歌もジャイアン同様に下手。

#### 第4巻
ナキドーラ
ネコ型ロボット。厚化粧をしており、泣き虫でオカマ口調。コエカタマリンで固めた泣き声を武器にして戦う。一人称は「あたくし」。ジェリー同様に22世紀の少年により作られたキャラクターで、「ウラドーラ軍団」の一員。
クイドーラ
ネコ型ロボット。大柄で食いしん坊。お菓子を食べると巨大化する。体内はボロボロ。一人称は「おれさま」。ジェリー同様に22世紀の少年により作られたキャラクターで、「ウラドーラ軍団」の一員。
ダダドーラ
ネコ型ロボット。わがままで駄々っ子。ロボットの兵隊や戦車、飛行機などを操る。駄々をこねて暴れると竜巻が発生する。一人称は「ぼくちゃん」。ジェリー同様に22世紀の少年により作られたキャラクターで、「ウラドーラ軍団」の一員。
22世紀の少年
名前は不明。年齢はのび太よりも下。引っ越し先で友達ができずに孤独でいたところ、「ロボット学校七不思議!?」の事件で活躍したドラえもんズのことを知り、その友情に嫉妬して、（あまりにリアルな世界が造れてしまうため発売禁止にされた）仮想世界を造るゲームソフトで「友情を否定した世界」を造り出し、友情を壊すべくドラえもんズを襲った。
メカ男爵
22世紀のフランス貴族。美術館から王妃の首飾りを盗み出したが、ドラパンによって取り返され、その後警察に逮捕された。
ジャベール
メカ男爵に雇われた用心棒。
ヤマタノドラゴン
ミャーズ星の怪物。首が8つあるドラゴンで、1年に1度その星の村を襲って生け贄をさらう。
名前の由来はヤマタノオロチ。
ジャッキー・ヘン
中国4000年の歴史において「カンフーの神様」と称された英雄。禿頭であり、「スーパー強力毛生え薬」のレシピを「かみのちから（髪の力）」の秘伝書として隠していた（王ドラは当初「神の力」と勘違いしていた）。
名前の由来はジャッキー・チェン。
ジョイ・ポイ
ジャッキー・ヘンの秘伝書を探すポイ三兄弟の妹。外見はしずかに似ている。ストリートファイターシリーズのキャラクター・春麗の技「スピニングバードキック」を使用する。
名前の由来はジョイ・ウォン。
マイケル・ポイ
ジャッキー・ヘンの秘伝書を探すポイ三兄弟の兄。外見はジャイアンに似ている。
名前の由来はマイケル・ホイ。
サミュエル・ポイ
ジャッキー・ヘンの秘伝書を探すポイ三兄弟の兄。外見はスネ夫に似ている。
名前の由来はサミュエル・ホイ。

#### 第5巻
ヤナギサワ博士
科学者出身のエリートの男。政府主導のロボット学校「ロボット・アカデミー」の長官候補であったが、「ドラえもんズによる銀行強盗事件」をでっち上げてライバルであった寺尾台校長を蹴落とそうとしたり、アカデミーの建設に際して反対住民を強引に立ち退きさせるなどの不正を行っていた。
ペン太
宇宙から飛来した怪獣の子供。ドラリーニョがその卵を発見し、ペンギンに似ていたため「ペン太」と名づけた。
山野師郎
ファンタジックサーカス団長。実は改造人間で、腕からはミサイルを発射することが出来る。ペン太を見世物にして一儲けすることを企み、ペン太を誘拐したが、ドラえもんズにより阻止された。
イモ畑三十郎
銀河辺境のチャンバーラ星系惑星シュクーバの男。キッドにドラ焼きのことで恨みを持ち、挑戦状を送り付ける。
名前の由来は映画「用心棒」の登場人物・桑畑三十郎。
まじない師
古代南アメリカのまじない師。川をせき止め、水を独占している。人間を自由自在に操ることのできる煙を出す香炉を使い、周りの人間を支配していた。
黒トカゲ
まじない師の部下。女性に変装して騙し討ちする「くノ一の術」を使う。
針魔王
まじない師の部下。全身から自在に針を出すことができる。

#### 第6巻
ノビーニョ
サッカー王国・サンタドーラの名門サッカークラブ「ヴェルノス」のFW。外見はのび太に似ている。
『ザ・ドラえもんズ スペシャル』にも同名の人物が登場する。
スネリケ
サッカー王国・サンタドーラの名門サッカークラブ「ヴェルスパ」のオーナー、財閥の当主。外見はスネ夫に似ている。
アシジッポン星人
宇宙の秘境・逆銀河系から来たイカのような宇宙人。地球征服を目論む。
ドラナルド・ダ・ビンチ
寺尾台校長から依頼されドラえもんズのお守りとなったネコ型ロボット。語尾に「〜だび」をつけて話す。持っている筆で描いたものが実体化する能力を持つ。
名前の由来はレオナルド・ダ・ビンチ。
コーラ
宇宙開発センターからロボット養成学校に留学してきた生徒。7つの博士号を持つ天才ロボットだが、料理を作る際はいつも失敗ばかりしている。ジェドーラが一目惚れしたが、別に恋人がいた。
元ネタはコーラ。
イエガー隊長
宇宙開発センターのパイロットロボットで、コーラの恋人。火星基地に派遣された。誕生日はジェドーラと同じ5月17日。
市長
「海底都市008」の市長で、寺尾台校長の弟（五つ子の一人）。
都市名の由来は空中都市008。
シンイチ
市長の息子。仕事で忙しい父親に構って貰いたいが為にひねくれたふりをしている。
エリートン
王ドラのライバルのブタ型ロボット。ロボット大学教授。ロボット養成学校時代は成績で王ドラに勝てず、万年第2位だった。
名前の由来はエリート。
ダンディ
宇宙保安官。全宇宙ガンマン選手権でのキッドのライバル。

## 書誌情報
1. 1995年12月16日発売、ISBN 4-09-142401-5
2. 1996年3月28日発売、ISBN 4-09-142402-3
3. 1997年4月25日発売、ISBN 4-09-142403-1
4. 1998年3月29日発売、ISBN 4-09-142404-X
5. 1999年3月27日発売、ISBN 4-09-142405-8
6. 2001年3月28日発売、ISBN 4-09-142406-6

## 関連作品
- 新キテレツ大百科 - 本作同様、藤子・F・不二雄の作品を原作とした田中道明による漫画作品。